# MGV Seelscheid
Der Männergesangverein Seelscheid 1837 e. V. (MGV Seelscheid) mit Sitz in der Gemeinde Neunkirchen-Seelscheid ist der älteste noch aktive Chor im Rhein-Sieg-Kreis und einer der ältesten noch aktiven Männerchöre Deutschlands. Er wurde am 4. Januar 1837 gegründet. Im Rahmen seiner langjährigen Vergangenheit hat der Verein überregionale Bekanntheit erlangt und engagiert sich bei der Pflege internationaler Partnerschaften.
Entgegen dem Trend anderer traditionsreicher Männergesangvereine, welche heutzutage mangels Zulauf neuer Sänger vor der Vereinsauflösung stehen, gelingt es dem MGV Seelscheid in der jüngeren Vergangenheit kontinuierlich neue Sänger und Fördermitglieder zu gewinnen. Dadurch macht sich der Verein um den Erhalt älteren Liedgutes verdient und kommt durch die heterogene Altersstruktur der Sängerschaft im Rahmen der Generationenbegegnung gesellschaftlich besonders erstrebenswerter Ziele nach.
Neben der Organisation von Konzerten ist der MGV Seelscheid auch der Veranstalter einer der ältesten Karnevalsveranstaltung im Rheinland, sowie des größten Zeltfestes im Rhein-Sieg-Kreis.

## Aktuell
Der Verein hat über 50 Sänger in einem Alter zwischen 21 und 83 Jahren. Im Regelprogramm findet ein Frühjahrskonzert, sowie mehrere Adventskonzerte statt. Seit dem 28. September 2019 darf sich der Verein wieder „Leistungschor“ nach der Auszeichnung für Mitgliedschöre des Deutschen Chorverbandes, nennen. Der Chor wird geleitet durch den ehemaligen Opernsänger Mark Rosenthal. Der Vorstandsvorsitzende ist Norbert Tondl.

## Geschichte

### Gründung bis 1890
Der MGV Seelscheid wurde am 4. Januar 1837 aus einer seit 1824 bestehenden Tradition, Beerdigungen gesanglich zu begleiten, gegründet. Zu den Gründungsmitgliedern zählen Johann Peter Kraus aus Weesbach, Heinrich Wilhelm Otto aus Effert, Dietrich Wilhelm Otto aus Zeith, Heinrich Wilhelm aus Heister und Dietrich Wilhelm Bergfelder aus Heister. Das älteste noch erhaltene Schriftstück der Vereinsgeschichte stammt vom Tag nach der Gründung, dem 5. Januar 1837, und zeigt das erste Notenheft des Vereins, welches handschriftlich durch den damals 16-jährigen Johann Wilhelm Färber, ein noch heute bekannter Uhrmacher, verfasst wurde.
Nach erfolgreicher Gründung, kam es kurz vor dem 40-jährigen Vereinsjubiläum zur ersten existenziellen Krise, da der Verein im Jahr 1876 nur noch 13 Mitglieder zählen konnte. Das Fortbestehen konnte nur mittels eines Zusammenschlusses mit dem 1872 von Carl Thönes gegründeten evangelischen Männerchor, welcher auch als MGV Seelscheid II bezeichnet wurde, gesichert werden. Dieser Zusammenschluss fand im Jahr 1887 zum 50-jährigen Jubiläum des „MGV Seelscheid I“ statt.

### 1890–1945
Nach erfolgreicher Sicherung des Fortbestehens des Vereins, nahm dieser – teilweise sehr erfolgreich – in den Jahren zwischen 1892 und 1925 an zahlreichen gesanglichen Wettstreiten teil. Höhepunkt war hier sicherlich das Ersingen von zwei ersten und einem zweiten Platz bei einem Wettstreit in Nümbrecht im Jahre 1925, zu welchem Zeitpunkt die Sängerschaft 35 Männer umfasste. Neben gesanglicher Aktivitäten wurde damals, im Jahr 1896, eine weitere noch heute andauernde Tradition durch den Verein begründet: Der Stiftungstag, heute bekannt als das karnevalistische Mützenfest, eine der ältesten Karnevalsveranstaltungen im Rheinland.
Die Dokumentation der Chorgeschichte während der Nazi-Herrschaft ist leider lückenhaft. Es bleibt festzuhalten, dass der politische Druck auch am MGV Seelscheid nicht vorbeiging und es anzunehmen ist, dass den Einladungen der Regierenden zum eigenen Schutze nachgekommen wurde.

### 1946–2007
In der Nachkriegszeit blühte der Verein neu auf und hatte bereits im Jahr 1947 einen Sängerzuwachs, wie nie zuvor zu verzeichnen und erreichte mit 65 Sängern den bisherigen Höchststand an aktiven Mitgliedern. Auch die Tradition der Weihnachtskonzerte wurde wieder aufgenommen und besteht noch bis heute. Mittlerweile jedoch nicht mehr am zweiten Weihnachtstag, sondern am dritten Adventswochenende.
Im Jahr 1958 wurde dem Verein aufgrund seines 120-jährigen Bestehens die Zelter-Plakette (siehe Auszeichnungen) verliehen. In den folgenden Jahren wurde mit dem jährlich stattfindenden Frühjahrskonzert sowie dem Seelscheider Oktoberfest zwei weitere Traditionen geschaffen, welche noch bis heute Bestand haben (siehe Veranstaltungen). Trotz der allmählich sinkenden Zahlen aktiver Mitglieder, gelang es dem MGV Seelscheid im Jahr 1991 den Titel des Meisterchors, die höchste im Leistungssingen des Deutschen Chorverbands zu erreichende Stufe, zu erwerben.
In der darauf folgenden Zeit, unter der Leitung von Babrak Wassa, Komponist der afghanischen Nationalhymne Milli Tharana, nahm die musikalische Entwicklung des Vereins die Formen an, für welche er noch heute bekannt ist. Neben altem deutschen Liedgut wurden insbesondere auch kölsche (eigens vom Chorleiter dafür in die für Männerchöre notwendige Form gesetzt) und italienische Musikstücke ins Repertoire aufgenommen. Letztere beruhen insbesondere auf der Freundschaft zum italienischen „Coro Nives“ aus Premana, welche sich dank des MGV Seelscheid mittlerweile zu einer Verbindung der beiden Gemeinden entwickelt hat. Unter der Leitung von Babrak Wassa erlangte der Verein seine bis dahin höchste musikalische Aufmerksamkeit im Rahmen von Auftritten in der Kölner Philharmonie in den Jahren 1994, 1997, 2001, 2005 und 2011.

### Seit 2008
Aufgrund der rückläufigen Sängerzahlen stand der Verein mit nur noch 27 Sängern vor der nächsten existenzbedrohenden Krise. Mit einer tiefgreifenden Restrukturierung (Verlegung des Probentermins, moderne Vereinskleidung, Anpassung des Repertoires) und einer ersten Werbekampagne der noch aktiven Sänger, gelang es neue Sänger und auch Fördermitglieder zu gewinnen. Darauf aufbauend hat der MGV Seelscheid in der jüngeren Vergangenheit zwei weitere Werbekampagnen durchgeführt, welche dem Verein überregionale Aufmerksamkeit verschafften.
Im Jahr 2018 warb der Verein mittels der Kampagne “Spülst du noch, oder singst du schon”. Durch diese Kampagne konnte die Sängerschaft um 10 % vergrößert werden. Neben dem Zulauf an neuen Mitgliedern profitierte der Verein von der allgemeinen medialen Aufmerksamkeit, sodass neben der lokalen Presse auch der WDR über den Verein berichtete.
Kurz darauf, zur Kommunalwahl in Nordrhein-Westfalen im Jahr 2020, ging der MGV Seelscheid mit einer selbstkreierten Kampagne unter dem Motto „Deine Stimme zählt doppelt“ auf Stimmenfang. Aufgrund der zeitlichen Kollision dieser Kampagne mit der Corona-Pandemie konnten die hierdurch gewonnen neuen Sänger nur für kurze Zeit vor dem zweiten Lockdown integriert werden. Die Zeitschrift Chorzeit berichtete über die Kampagne, welche sechs neue Sänger zum Verein führte. Ferner wurde als Ersatz für die ausfallenden Adventskonzerte 2020 eine Best-Of-CD mit Weihnachtsmusik herausgebracht sowie für das ausfallende Mützenfest 2021 eine digitale Alternativveranstaltung geschaffen.
Anlässlich des 185-jährigen Bestehens des MGV Seelscheid wurde am Gründungstag (4. Januar) das erste Streamingalbum des Chores auf den gängigen Plattformen veröffentlicht. Das Album ist mit dem Namen „Zeithlos“ als Wortspiel an den Sitz des Vereins im Dorf an der Zeithstraße gedacht. Gleichzeitig wird dieser Titel sicherlich auch den auf diesem Album enthaltenen Liedern gerecht.

## Entwicklung der Sängerzahlen
| Jahr | Anzahl Sänger |
| ---- | ------------- |
| 1876 | 13            |
| 1925 | 35            |
| 1947 | 65            |
| 1987 | 54            |
| 1996 | 47            |
| 2002 | 36            |
| 2007 | 30            |
| 2008 | 27            |
| 2011 | 36            |
| 2014 | 34            |
| 2015 | 41            |
| 2020 | 52            |
| 2025 | 47            |

## Persönlichkeiten

### Liste der Chorleiter
- 1837–1850: Thomas Martin Faßbender
- 1850–1868: Friedrich Wilhelm Klüppelberg (Auswanderung)[28]
- 1868–1874: Karl Branscheid
- 1874–1887: Ludwig Haas
- 1887–1892: Lehrer Schmidt
- 1892–1912 Wilhelm Becker[29]
- 1912–1919 Albert Elbing
- 1923–1964: Erich Röttgen (Träger der Verdienstmedaille des Verdienstorden der Bundesrepublik Deutschland – 28.06.1976)[30]
- 1964–1967 Rolf Fliersbach
- 1968–1969 Reinhold Nix
- 1969–1992: Erich Rudolph
- 1992–2015: Babrak Wassa
- seit 2015: Mark Rosenthal (Anhaltisches Theater in Dessau, Bonner Oper, Echo 2012 Klassik Kategorie “Operneinspielung des Jahres (20./21. Jh.)” Aufnahme mit Beethoven Orchester)[31][32]

### Liste der Vorstandsvorsitzenden
- 1837–1850: Thomas Martin Faßbender, Lehrer[33]
- 1850–1868: Friedrich Wilhelm Klüppelberg[34]
- 1868–1874: Karl Branscheid
- 1874–1887: Heinrich Hölper, Lehrer[35]
- 1887–1913: Robert Schöneshöfer[36]
- 1913–1922: Robert Kaufmann
- 1922–1958: Ernst Pühler
- 1958–1969: Horst Jork
- 1969–1995: Horst Schönenberg
- 1995–2018: Klaus Hebekeuser (Autor des Buches „Steinsalz“)[37]
- seit 2018: Norbert Tondl

## Veranstaltungen
(Quellen: )
- Frühjahrskonzert (erstmalig 1970)
- Adventskonzerte (ehem. Weihnachtskonzert)
- Mützenfest (ehem. Stiftungstag; erstmals 1896)
- Oktoberfest (erstmals 1972)

## Auszeichnungen
- Zelterplakette, verliehen im Jahr 1958 in Köln-Deutz, überreicht durch Bundespräsident Theodor Heuss[16]
- Humperdinck-Medaille in Gold[38]
- Leistungschor: 28. September 2019, Olpe[9]
- Meisterchor: 25. Mai 1991, Arnsberg für die Dauer von 5 Jahren[14]

## Veröffentlichungen
- „Heimatgebet von Kaun – Landerkennung von Grieg“ (Schallplatte, 1987 zum 150-jährigen Bestehen)
- „Weihnachtsmomente“ (CD, 2020)[25]
- „Zeithlos“ (Streamingalbum, 4. Januar 2022 zum 185-jährigen Bestehen)[27]